# Сэмиэн-Кэй-Бахри
Сэмиэн-Кэй-Бахри (тигринья ዞባ ሰሜናዊ ቀይሕ ባሕሪ, англ. Semienawi Keyih Bahri, араб. منطقة البحر الأحمر الشمال‎) — одна из шести провинций Эритреи. Находится вдоль северной части Красного моря, и включает архипелаг Дахлак и прибрежный город, административный центр — Массава.

## География
Границы провинции: провинции Ансэба, Маэкель (Центральная провинция) и Дэбуб (Южная провинция) на западе, и Дэбуб-Кэй-Бахри (Южная красноморская провинция) на востоке. Территория составляет 27 800 км².

## Административное деление
В состав провинции входят районы:
- Афабет
- Дахлак
- Гхелало
- Форо
- Гинда
- Карора
- Массава
- Накфа
- Шеэб